# Veronica Kristiansen
Veronica Egebakken Kristiansen (Stavanger, 10 juli 1990) is een Noorse handbalspeler die lid is van het Noorse nationale team.

## Carrière

### Club
Veronica Kristiansen begon met handbal bij Mjøndalen. Vanaf 2009 speelde ze voor Vipers Kristiansand in de Postenligaen, de hoogste klasse van Noorwegen. In 2011 verkaste ze naar de Noorse tweedeklasser Glassverket IF. Het seizoen daarop scoorde Kristiansen 203 doelpunten en promoveerde zij met Glassverket naar de Postligaen. In het seizoen 2013/14 eindigde ze als tweede in de topscorerslijst van de Postligaen met 140 goals. In de zomer van 2015 maakt ze de overstap naar de Deense eersteklasser FC Midtjylland Håndbold. Met Midtjylland won ze in 2015 de Deense beker. Sinds de zomer van 2018 staat ze onder contract bij de Hongaarse topclub Győri ETO KC. Met Győr won ze het Hongaarse kampioenschap in 2019 en 2022, de Hongaarse beker in 2019 en 2021 en de EHF Champions League van 2019.

### Nationaal team
Veronica Kristiansen speelde 14 interlands voor het Noorse nationale U18-team en 30 wedstrijden voor het nationale U20-team. In 2009 won ze het U-19 Europees kampioenschap en in 2010 het U20 wereldkampioenschap .Op 20 maart 2013 debuteerde voor het Noorse nationale team in een wedstrijd tegen Denemarken. Ze werd geselecteerd voor WK 2013, waar ze zes doelpunten maakte in zeven wedstrijden. In 2014 mocht Kristiansen een Europese titel op haar erelijst bijschrijven. Een jaar later werd ze wereldkampioen. Op de Olympische Spelen van Rio de Janeiro in 2016 maakte ze deel uit van de bronzen Noorse formatie. In datzelfde jaar won ze voor de tweede keer het EK en een jaar later behaalde ze in Duitsland opnieuw de wereldtitel. In 2020 werd ze voor de derde keer Europees kampioen. Tijdens dat toernooi scoorde ze 19 goals. Bij de Olympische spelen in Tokio haalde ze met de Noorse selectie opnieuw de bronzen medaille binnen. En later dat jaar werd haar erelijst aangevuld met een tweede wereldtitel.

## Familie
Kristiansen heeft twee zussen, Charlotte en Jeanett, die ook allebei in de hoogste Noorse competitie gehandbald hebben. Jeanett speelde bovendien ook enkele wedstrijden voor het nationale team